# Marjorie Lajoie
Marjorie Lajoie (* 6. November 2000 in Boucherville, Québec) ist eine kanadische Eiskunstläuferin, die im Eistanz antritt. Zusammen mit Zachary Lagha ist sie Juniorenweltmeisterin des Jahres 2019 und vertrat Kanada bei den Olympischen Winterspielen 2022.

## Persönliches
Lajoie trat als 10- bis 14-Jährige als Kinderdarstellerin im Fernsehen auf. Sie hat einen älteren Bruder, der international für Kanada im Judo antrat. Neben ihrer Sportkarriere studiert Lajoie Psychologie und Sexualwissenschaft. Inspiriert von ihrem autistischen jüngeren Bruder unterstützt Lajoie die Fondation de l’Autisme. 2019 organisierte sie zum Welt-Autismus-Tag eine Benefiz-Eisshow mit dem Titel Patinage Atypique.

## Sportliche Karriere
Seit Marjorie Lajoie 10 Jahre alt ist, läuft sie gemeinsam mit dem ein Jahr älteren Zachary Lagha. Als Lajoie 14 Jahre alt war, wechselte das Paar von seinem früheren Trainer Julien Lalonde zur Ice Academy of Montreal, wo sie bei dem Team um Marie-France Dubreuil, Romain Haguenauer und Patrice Lauzon trainieren. Haguenauer ist auch ihr Choreograf.

### Juniorenzeit

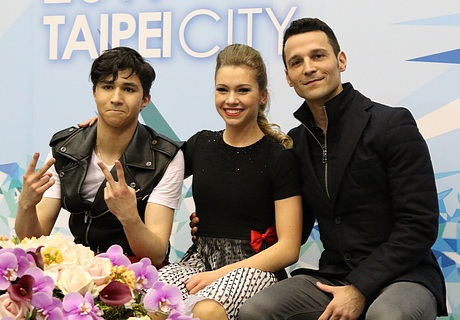
Marjorie Lajoie und Zachary Lagha mit Romain Haguenauer (rechts) bei den Juniorenweltmeisterschaften 2017

Lajoie und Lagha nahmen in der Saison 2015/16 zum ersten Mal an den kanadischen Juniorenmeisterschaften teil, bei denen sie die Silbermedaille gewannen. Sie vertraten Kanada bei den Olympischen Jugend-Winterspielen 2016. Sie wurden dort Vierte im individuellen Wettbewerb und Dritte im Teamwettbewerb.
In den folgenden Jahren gewannen Lajoie und Lagha dreimal in Folge die kanadische Juniorenmeisterschaft. Sie gewannen insgesamt vier Medaillen im ISU Junior Grand Prix und qualifizierten sich zweimal für das Finale, in dem sie 2017 Sechste und 2018 Vierte wurden. 2019 gewannen sie die Juniorenweltmeisterschaft.

### 2019 bis zu dem Olympischen Spielen 2022

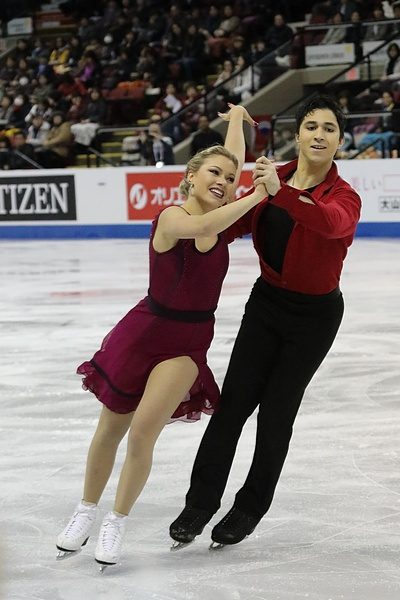
Marjorie Lajoie und Zachary Lagha bei Skate Canada 2019

Zur Saison 2019/20 wechselten Lajoie und Lagha in den Wettbewerb der Erwachsenen. Als amtierende Juniorenweltmeister erhielten sie zwei Einladungen in die ISU-Grand-Prix-Serie. In ihren Wettbewerben erreichten sie einen 6. und einen 7. Platz. Bei ihrer ersten Teilnahme an den kanadischen Meisterschaften wurden Lajoie und Lagha Zweite hinter Piper Gilles und Paul Poirier. Sie traten erstmals bei den Vier-Kontinente-Meisterschaften an, wo sie Fünfte wurden. Die Weltmeisterschaften 2020 hätten für Lajoie und Lagha ihr WM-Debüt werden sollen, der Wettbewerb wurde aber aufgrund der COVID-19-Pandemie abgesagt. In der Saison 2020/21 fiel ein Großteil der Wettbewerbe aus. Lajoie und Lagha traten nur bei den Weltmeisterschaften 2021 an, wo sie den 14. Platz belegten.
Zur olympischen Saison 2021/22 traten Lajoie und Lagha mit einem Rhythmustanz zu Funkytown von Lipps, Inc., Super Solid Soul Vehicul von Tom McGuire & the Brassholes und Far From Over von Frank Stallone an. Ihre Kür liefen sie zu Musik aus dem Animationsfilm Rio. Das Paar belegte den 6. Platz bei Skate Canada und gewann die Bronzemedaille bei den kanadischen Meisterschaften. Zusammen mit Gilles und Poirier sowie Laurence Fournier Beaudry und Nikolaj Sørensen wurden sie ausgewählt, um Kanada bei den Olympischen Winterspielen 2022 zu vertreten. Dort erreichten sie in beiden Wettbewerbssegmenten den 13. Platz und damit auch den 13. Platz in der Gesamtwertung.

### Seit 2022

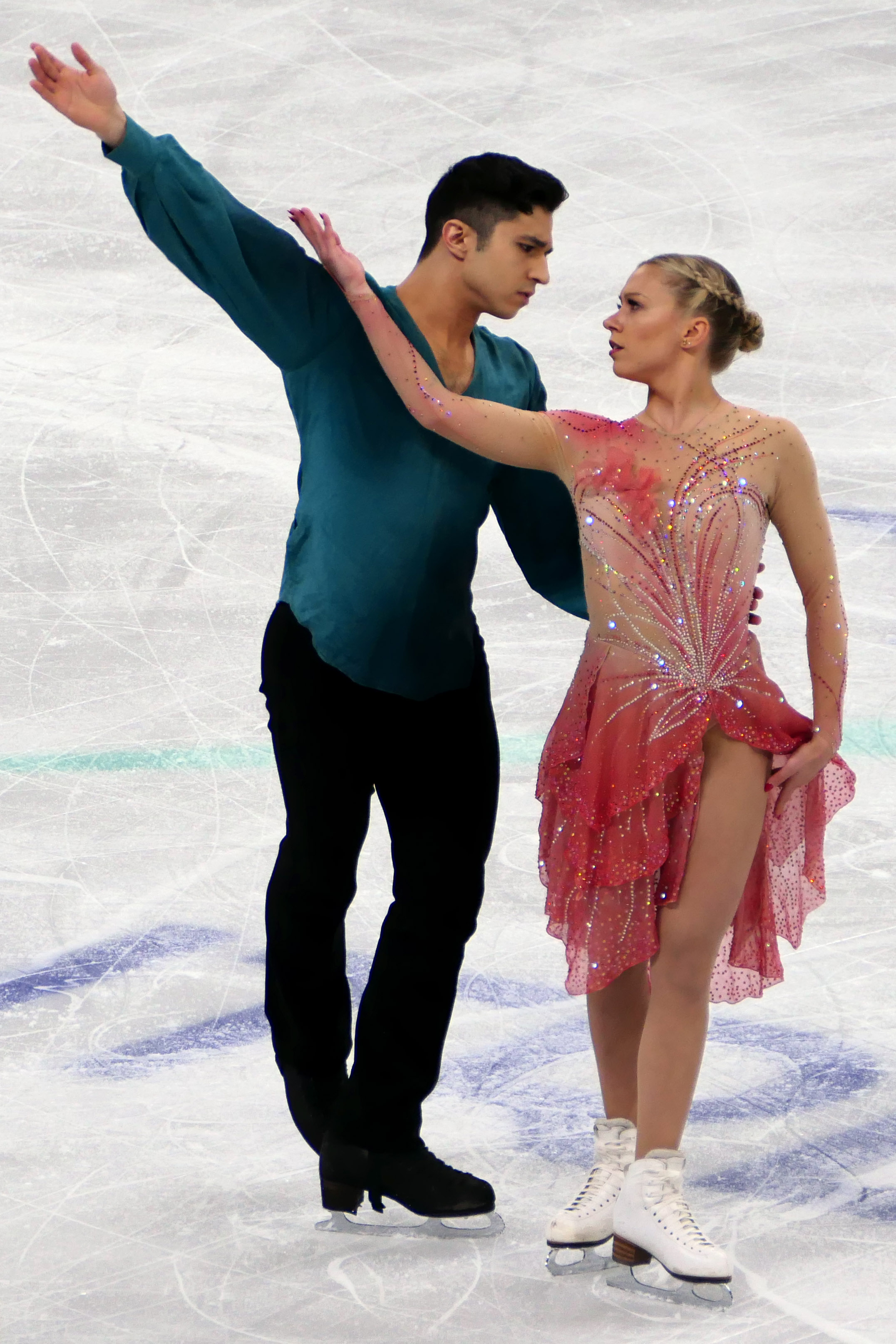
Lajoie und Lagha während ihrer Kür bei den Weltmeisterschaften 2024

Zu Beginn der Saison 2022/23 gewannen Lajoie und Lagha zwei Goldmedaillen in der ISU-Challenger-Serie. Bei ihren beiden Grand-Prix-Wettbewerben, der MK John Wilson Trophy und Skate Canada, gewannen sie jeweils die Bronzemedaille und verpassten nur knapp die Qualifikation für das Finale. Bei den Vier-Kontinente-Meisterschaften 2023 gewannen sie ebenfalls Bronze und damit ihre erste Medaille in einer ISU-Meisterschaft der Senioren. Sie traten in dieser Saison mit einem Rhythmustanz zu Let’s Cha Cha von Cha Cha MC sowie Mas Que Nada und Samba De Janeiro von Bellini an. Ihre Kür liefen sie zu Musik aus dem Film Nurejew – The White Crow.
Im Frühjahr 2023 erlitt Zachary Lagha eine Schulterverletzung, wegen der das Paar über Monate keine Hebungen trainieren konnte. So begann ihre Saison 2023/24 weniger erfolgreich als die vorherige mit einem Rückzug aus dem Autumn Classic International und einem 5. Platz beim Nepela Memorial. In der Grand-Prix-Serie konnten sie in beiden Wettbewerben, Skate America und dem Cup of China eine Silbermedaille gewinnen und qualifizierten sich erstmals für das Finale. Im Finale belegten sie den 6. Platz. Kurz darauf erlitt Marjorie Lajoie eine Gehirnerschütterung. Aus Vorsicht zog das Paar seine Teilnahme von den kanadischen Meisterschaften und von den Vier-Kontinente-Meisterschaften zurück. Zu den Weltmeisterschaften 2024 in Montreal konnten sie wieder antreten. Mit ihrer persönlichen Bestleistung erreichten Lajoie und Lagha in beiden Segmenten den 5. Platz und wurden auch insgesamt Fünfte. Sie liefen in dieser Saison ihren Rhythmustanz zu Thriller von Michael Jackson, ihre Kür zu Roses des aus Montreal stammenden Künstlers Jean-Michel Blais.

## Ergebnisse
| Meisterschaft/Saison                                 | 2019/20 | 2020/21 | 2021/22 | 2022/23 | 2023/24 |
| ---------------------------------------------------- | ------- | ------- | ------- | ------- | ------- |
| Olympische Winterspiele                              |         |         | 13.     |         |         |
| Eiskunstlauf-Weltmeisterschaften                     | A       | 14.     | 11.     |         | 5.      |
| Vier-Kontinente-Meisterschaften                      | 5.      |         |         | 3.      | Z       |
| Kanadische Meisterschaften                           | 2.      | A       | 3.      | 2.      | Z       |
| Grand-Prix-Wettbewerb/Saison                         | 2019/20 | 2020/21 | 2021/22 | 2022/23 | 2023/24 |
| Grand-Prix-Finale                                    |         |         |         |         | 6.      |
| Cup of China                                         |         |         |         |         | 2.      |
| Cup of Russia                                        | 7.      |         |         |         |         |
| NHK Trophy                                           |         |         | 5.      |         |         |
| Skate America                                        |         |         |         |         | 2.      |
| Skate Canada                                         | 6.      | A       | 6.      | 3.      |         |
| MK John Wilson Trophy                                |         |         |         | 3.      |         |
| A = Wettbewerb abgesagt; Z = Teilnahme zurückgezogen |         |         |         |         |         |

Bei den Junioren
| Juniorenwettbewerb/Saison                       | 2015/16 | 2016/17 | 2017/18 | 2018/19 |
| ----------------------------------------------- | ------- | ------- | ------- | ------- |
| Olympische Jugend-Winterspiele                  | 4.      |         |         |         |
| Olympische Jugend-Winterspiele (Teamwettbewerb) | 3. (3.) |         |         |         |
| Juniorenweltmeisterschaften                     | 13.     | 6.      | 4.      | 1.      |
| Junior Grand Prix – Finale                      |         |         | 6.      | 4.      |
| Junior Grand Prix Australia                     |         |         | 2.      |         |
| Junior Grand Prix Austria                       |         |         |         | 2.      |
| Junior Grand Prix Canada                        |         |         |         | 1.      |
| Junior Grand Prix Croatia                       |         |         | 1.      |         |
| Junior Grand Prix Germany                       |         | 4.      |         |         |
| Junior Grand Prix Japan                         |         | 4.      |         |         |
| Junior Grand Prix Spain                         | 7.      |         |         |         |
| Kanadische Juniorenmeisterschaften              | 2.      | 1.      | 1.      | 1.      |